# Здоров'я в Україні
У цій статті йдеться про сучасний стан здоров'я в Україні.

## Смертність
2007 і 2008 року — 16,4 випадків на 1000 населення. При цьому ряд областей має набагато вищі коефіцієнти смертності: Чернігівська — 21,1 %, Сумська і Кіровоградська — 18,6, Донецька — 18,1, Луганська — 17,9 %. Від'ємний природний приріст 2008 року спостерігався в усіх областях України, окрім Закарпатської і Рівненської областей та Києва.
Структура причин смерті 2008-го:
- хвороби системи кровообігу — 63,7 %
- новоутворення — 12,0 %,
- зовнішні причини смерті — 8,0 %.

Рівень малюкової і материнської смертності 2008-го:
- 10,3 на 1000 народжених живими, що на 6,3 % менше, ніж 2007-го.
- 76 випадків материнської смерті, що становить 14,9 на 100 тис. народжених живими. Рівень материнських втрат у Сумській області — 36,9, у Чернівецькій — 36, у Миколаївській — 29,9, у Кіровоградській — 28,4, у Київській — 24,7 та в АР Крим — 25,8.

У 2023 році у МОЗ заявили, що причина більшості смертей в Україні – неінфекційні захворювання:  серцево-судинні, хронічні респіраторні та онкологічні захворювання й цукровий діабет. 

## Хвороби
Протягом 2012 зареєстровано:
- 25,3 млн звернень з приводу серцево-судинних і судинно-мозкових хвороб.
- виявлено 152,9 тис. нових випадків злоякісних новоутворень — 329,1 на 100 тисяч.
- Всього онкохворих зареєстровано понад 934 тисячі, за останніх п'ять років цей показник зріс майже на 23 %.
- офіційно зареєстровано понад 141 тис. випадків ВІЛ/СНІД, у тому числі 15,2 тис. випадків смерті від захворювань на СНІД.

З початку 2023 року майже 90 тисячам пацієнтам було діагностовано гострий мозковий інсульт. 
У 2023 році  531 200 людей в Україні отримали діагноз «цукровий діабет», у 2022 році – 489 934. 

## ВІЛ
У країнах Східної Європи та Центральної Азії розвиток епідемії ВІЛ триває, причому Україна посідає одне з перших місць у регіоні за темпами поширення ВІЛ-інфекції.

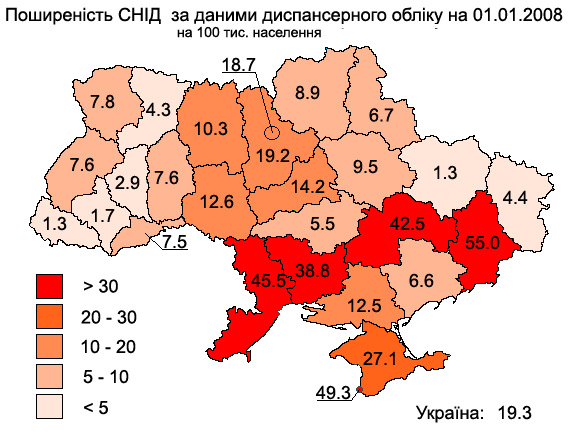
ВІЛ-інфекція в Україні (2008)

За оціночними даними на початок 2018 року в Україні мешкало 244000 людей, що живуть з ВІЛ (ЛЖВ). Поширеність ВІЛ серед населення віком від 15 до 49 років у 2017 році становить 0,9 %. Останніми роками має місце збільшення кількості осіб з уперше в житті встановленим діагнозом ВІЛ-інфекції: 18194 особи у 2017 році, 17066 у 2016 році, 15869 у 2015 році. Серед нових випадків інфікування ВІЛ переважають чоловіки, а також особи віком 25–49 років. Протягом останнього десятиліття серед уперше зареєстрованих випадків ВІЛ-інфекції спостерігається тенденція до зниження частки молодих людей у віці 15–24 років та збільшення частки осіб від 50 років та старше.
Епідемія ВІЛ залишається сконцентрованою у ключових та найбільш уразливих групах населення, зокрема — серед людей, які вживають наркотики ін'єкційно (ЛВНІ), осіб, які надають сексуальні послуги (ОСП), чоловіків, які мають секс із чоловіками (ЧСЧ). До груп підвищеного ризику щодо інфікування ВІЛ в Україні віднесено також статевих партнерок і партнерів ЛВНІ, клієнтів ОСП, статевих партнерок ЧСЧ, натомість трансґендери та ув'язнені групами підвищеного ризику донині не визнаються.
За результатами біоповедінкових досліджень (IBBS), проведених у 2017—2018 рр. серед ключових та найбільш уразливих груп населення, поширеність ВІЛ серед ЛВНІ складає 22,6 %, ЧСЧ — 7,5 %, ОСП — 5,2 %, серед ув'язнених — 7,6 %. До 2008 року в Україні (за результатами реєстрації нових випадків ВІЛ-інфекції, але не фактично в епідемічному процесі), домінував парентеральний шлях передачі ВІЛ при вживанні ін'єкційних наркотиків, проте останніми роками домінує статевий, переважно при гетеросексуальних контактах, останній дедалі стає більш значущим. У структурі шляхів передачі ВІЛ питома вага статевого шляху передачі ВІЛ невпинно зростала та в 2017 році становила 73,8 %.
Епідемічна ситуація додатково ускладнюється через гуманітарну кризу всередині країни у зв'язку з анексією Криму та військовими діями Російської Федерації на Сході України, що призвело до збільшення числа внутрішньо переміщених осіб з областей, які найбільше постраждали від епідемії ВІЛ. Кількість ВІЛ-позитивних людей, які прибули з населених пунктів, на території яких органи державної влади тимчасово не здійснюють свої повноваження, та станом на початок 2018 року перебувають на обліку у лікувальних закладах в інших регіонах України, становить 1473 осіб (на початок 2017 року — 1614 осіб), з них 1025 осіб (69,6 %) прибули з Донецької області, 328 осіб (22,3 %) — з Луганської області та 120 осіб (8,1 %) — з АР Крим.
На розвиток епідемії ВІЛ також впливає і міграція. Згідно з даними офіційної статистики, у 2017 році зареєстровано більше 14 млн в'їздів іноземних громадян, які в'їхали в Україну на короткі та довготривалі терміни перебування (включно з одноденними відвідувачами) і найбільше з Молдови (4,4 млн в'їздів) та Білорусі (2,7 млн в'їздів). Громадяни України виїжджали за кордон майже вдвічі більше — понад 26 млн виїздів і найбільше до Польщі (9,9 млн виїздів), Російської Федерації (4,3 млн виїздів) та Угорщини (3,1 млн виїздів).

## Здоров'я молоді в Україні

### Негативні чинники

#### Екологія
Станом на листопад 2010 в Україні майже не залишилося якісних поверхневих вод, забруднення природного середовища сприяє накопиченню відходів, забрудненню ґрунтів.

#### Бідність, безпритульність, безробіття, забезпечення населення здоровим харчуванням
Гострими є проблеми бідності, безпритульності, безробіття, знижується контроль за якістю сільськогосподарської продукції, не поліпшується технологія її переробки, постає проблема забезпечення населення здоровим харчуванням.

#### Пасивні форми дозвілля
Тривогу викликає низький рівень залучення населення України до занять фізичною культурою і спортом. Лише кожен п'ятий хлопець чи дівчина шкільного віку та кожен десятий студент чи студентка мають достатній рівень рухової активності оздоровчої спрямованості, що є одним із найнижчих показників у Європі. 60 відсотків українських школярів не спроможні виконати вимоги
загальноєвропейських тестів фізичної підготовленості «Єврофіт».
В навчальних закладах спостерігається недотримання фізіологічного нормування розумового та фізичного навантаження в процесі зростання і розвитку дитячого організму. Наші школярі мають на 40 відсотків більше загальноосвітнього навантаження порівняно з ровесниками з інших країн. Це саме стосується і студентської молоді в Україні. У дитячому та молодіжному середовищі зростає популярність малорухомого способу життя (комп'ютери, електронні ігри, перегляд телепередач тощо). Все більше переважають пасивні форми дозвілля, ризикована поведінка та різні форми залежності: алкоголь, наркотики, тютюнопаління, лудоманія тощо.

### Стан здоров'я молоді

#### ВІЛ і туберкульоз
Спостерігається тенденція до зростання захворюваності на ВІЛ-інфекцію, що охоплює все нові верстви населення, зокрема дітей та молодь (офіційно зареєстровано 161 119 випадків ВІЛ-інфекції
серед українських громадян). Показники щодо туберкульозу в Україні вищі за відповідні у розвинутих країнах у 10-12 разів.

#### Наркоманія
За останні 10 років частка хворих на наркоманію серед неповнолітніх збільшилась у 6-8 разів.
В Україні палять 45,7% юнаків і 35,5% дівчат, вживають алкоголь 68% хлопців і 64% дівчат, 13,1% молоді вживає марихуану або гашиш.

#### Репродуктивне здоров'я
Концепція національної програми зі збереження репродуктивного здоров'я ґрунтується на гуманістичному принципі, що визначає самоцінність кожної особистості. Сексуальна поведінка людини визначається не тільки гормональними чинниками, а й процесами виховання, емоційним та психічним станами, а автономія сексуальної поведінки від репродуктивної значною мірою розширила поведінковий репертуар міжстатевої взаємодії.  Недотримання здорового способу життя у молодіжному середовищі негативно впливає на репродуктивне здоров'я. Як наслідок, виникають проблеми демографічного розвитку та кризових проявів у функціонуванні інституту сім'ї.
Кожна шоста дитина в Україні народжується з відхиленнями у здоров'ї.  Якщо мова йде про жінку необхідно пам'ятати, що:
- у жінок-курців удвічі частіше народжуються діти зі зниженою масою тіла, як відомо , є однією з причин дитячої смертності;
- у жінок-курців поширені передчасні пологи, викидні народження мертвої дитини;
- у жінок-курців частіше токсикоз, а під час пологів у них спостерігаються всілякі порушення здоров'я;
- у жінок-курців вагітної частіше народжуються хворі діти;

#### Негативний вплив школи
За час навчання у загальноосвітніх навчальних закладах школярі втрачають щонайменше третину свого здоров'я: погіршуються зір, слух, постава; зростає кількість випадків невротичних розладів, захворювання нирок, органів травлення, нервової та ендокринної системи.
Відхилення у стані здоров'я визначаються медиками майже у 90 відсотків студентів, серед яких більше половини мають незадовільний фізичний стан.

### Заходи державної політики
У зв'язку із загрозою здоров'ю української нації необхідні внесення змін щодо формування та реалізації державної соціальної, молодіжної політики, розробка і прийняття відповідних рішень.
3 листопада 2010 року відбулися парламентські слухання про становище молоді в Україні «Молодь за здоровий спосіб життя».

## Виноски
1. ↑  Причина більшості смертей в Україні – неінфекційні захворювання. Завдання держави – їх раннє виявлення – Сергій Дубров. moz.gov.ua (укр.). Процитовано 17 листопада 2023.
2. ↑  За останні два роки Україна має позитивну динаміку у лікуванні інсультів – Сергій Дубров. moz.gov.ua (укр.). Процитовано 17 листопада 2023.
3. ↑  У пів мільйона українців діагностовано цукровий діабет у 2023 році. moz.gov.ua. Процитовано 17 листопада 2023.
4. ↑  UNAIDS data 2018 (PDF). Архів оригіналу (PDF) за 25 липня 2018. Процитовано 26 січня 2020.
5. ↑  Статистика з ВІЛ/СНІДу. Архів оригіналу за 29 січня 2020. Процитовано 26 січня 2020.
6. ↑  Global AIDS Monitoring 2018: Ukraine (PDF). Архів оригіналу (PDF) за 29 січня 2020. Процитовано 26 січня 2020.
7. ↑  Оцінка політико-правового середовища у сфері протидії ВІЛ-інфекції/СНІДу в Україні (PDF). Архів оригіналу (PDF) за 26 листопада 2019. Процитовано 26 січня 2020.
8. ↑  Державна служба статистики України: Економічна статистика / Економічна діяльність / Туризм. Архів оригіналу за 29 січня 2020. Процитовано 26 січня 2020.
9. ↑  Чепа М.-Л.А., Слободяник Н.В., Болтівець С.І. та ін. Психологічні та психофізіологічні аспекти репродуктивного здоров'я: Науково-методичний посібник. - К.:Міленіум, 2005.ISBN 966-8063-236.
10. ↑  rada.gov.ua[недоступне посилання з липня 2019] Постанова Верховної Ради України від 3 лютого 2011 року N 2992-VI Про Рекомендації парламентських слухань про становище молоді в Україні «Молодь за здоровий спосіб життя»